# 久下直光
久下 直光（くげ なおみつ、生没年不詳）は、平安時代末期から鎌倉時代にかけての武士。私市氏（私市党）の一族久下氏の当主で、季実の子、重光の父。本姓より私市 直光（きさいち の なおみつ）とも呼ばれる。久下権守を名乗った。

## 経歴
久下氏は武蔵国大里郡久下郷を領する武士で、熊谷直実の母の姉妹を妻にしていた関係から、孤児となった直実を育てて隣の熊谷郷の地を与えた。後に直光の代官として京に上った直実は直光の家人扱いに耐えられず、平知盛に仕えてしまう。熊谷を奪われた形となった直光と直実は以後激しい所領争いをした。更に治承・寿永の乱（源平合戦）において直実が源頼朝の傘下に加わったことにより、寿永元年（1182年）5月に直光は頼朝から熊谷郷の押領停止を命じられ、熊谷直実が頼朝の御家人として熊谷郷を領することとなった。
勿論、直光はこれで収まらず、合戦後の建久3年（1192年）に熊谷・久下両郷の境相論の形で両者の争いが再び発生した。同年11月、直光と直実は頼朝の御前で直接対決することになるが、口下手な直実は上手く答弁することが出来ず、梶原景時が直光に加担していると憤慨して出家してしまった（『吾妻鏡』）。もっとも、知盛・頼朝に仕える以前の直実は直光の郎党扱いを受け、直実が自分の娘を義理の伯父である直光に側室として進上している（世代的には祖父と孫の世代差の夫婦になる）こと、熊谷郷も元は直光から預けられていた土地と考えられており、直光に比べて直実の立場は不利なものであったと考えられている。
以後も久下氏と熊谷氏の境相論は長く続く事になる。